# Park Joo-Ho
Park Joo-Ho (hangul: 박주호), född 16 januari 1987 i Seoul, Sydkorea, är en sydkoreansk fotbollsspelare som spelar för sydkoreanska Ulsan Hyundai.